# Архип
Архип беше један од Седамдесет апостола. Апостол Павле помиње га у посланици Колошанима и Филимону, називајући га својим другаром у војевању.
У време празника богињи Артемиди, сви хришћани у Колосају беху по обичају сабрани у дом Филимонов на молитву. Незнабошци, сазнав за овај скуп, јурну и похватају све хришћане, Филимона, Архипа и Апфију, као вође, најпре ставе на шибу, а после их закопају до појаса у земљу и почну их камењем тући. И тако убију Филимона и Апфију, а Архипа изваде из рупе једва жива, и оставе га на забаву деци. Деца, пак, избоду га свега ножевима и тако сконча.
Православна црква слави их као мученике 19. фебруара по јулијанском, а 4. марта по грегоријанском календару.